# Constanza de Antioquía
Constanza de Antioquía (1127-1163) fue princesa de Antioquía del 1130 hasta a su muerte en 1163. Única hija de Bohemundo II de Antioquía con su esposa Alicia, princesa de Jerusalén, fue princesa de Antioquía a los cuatro años de edad, bajo la regencia de Balduino II de Jerusalén (1130-1131) y Fulco de Jerusalén (1131-1136).

## Biografía
Su madre no deseaba que el principado pasara a su hija, prefiriendo ella misma asumir el gobierno. Intentó aliarse a Zengi de Mosul, ofreciendo a Constanza en boda a un príncipe musulmán, pero el plan fue abortado por su padre Balduino II de Jerusalén, que la exilió de Antioquía. En 1135 Alicia intentó nuevamente tomar el control del principado, y ahora pretendía casar a su hija con Manuel I Comneno, el heredero del trono del Imperio bizantino.
Fulco de Jerusalén la expulsó una vez más y restableció en la regencia a Constanza. En 1136, siendo una niña Constanza se casó con Raimundo de Poitiers, que los partidarios nobles de la regencia habían convocado secretamente de Europa. Alicia fue engañada, pensando que este venía a casarse consigo y, humillada, abandonó definitivamente Antioquía cuando se celebró la boda. De esta unión nacieron:
- Bohemundo III de Antioquía (1144-1201), su sucesor en el principado.
- Balduino (m. 1176)
- María de Antioquía (1145-1182), casada en 1161 con el emperador bizantino Manuel I Comneno con el nombre de Xena.
- Felipa de Antioquía (1148-1178), casada con Hunfredo II de Torón.

En 1149, Raimundo murió en la batalla de Inab y Constanza se casó en segundas nupcias en 1153 con Reinaldo de Châtillon, que también se hizo príncipe de Antioquía. De este matrimonio nació: 
- Inés de Châtillon (1154-1184), casada con el rey Bela III de Hungría.

Reinaldo fue capturado en 1160 y pasó los siguientes dieciséis años en una prisión en Alepo. Se inició entonces una disputa entre Constanza y su hijo Bohemundo cuando este intentó tomar el poder del principado. Se produjo una revuelta y también Constanza fue exiliada de la ciudad, muriendo en 1163.
| Predecesor: Bohemundo II | Princesa de Antioquía 1131–1160 | Sucesor: Bohemundo III |

- Datos: Q238609

]